# Blackburnia
Blackburnia is een geslacht van kevers uit de familie van de loopkevers (Carabidae). De wetenschappelijke naam van het geslacht is voor het eerst geldig gepubliceerd in 1878 door Sharp.

## Soorten
Het geslacht Blackburnia omvat de volgende soorten:
- Blackburnia aaae (Liebherr & Samuelson, 1992)
- Blackburnia abax (Sharp, 1903)
- Blackburnia abaxoides Liebherr, 2000
- Blackburnia agilis (Sharp, 1903)
- Blackburnia agonoides (Sharp, 1903)
- Blackburnia alternans (Sharp, 1903)
- Blackburnia ambiens (Sharp, 1903)
- Blackburnia anomala (Blackburn, 1878)
- Blackburnia asquithi Liebherr, 2000
- Blackburnia aterrima (Sharp, 1903)
- Blackburnia atra Liebherr, 2000
- Blackburnia auana Liebherr, 2000
- Blackburnia audax (Perkins, 1917)
- Blackburnia barda (Blackburn, 1877)
- Blackburnia bartletti Liebherr, 2000
- Blackburnia blaptoides (Blackburn, 1878)
- Blackburnia brevipes (Sharp, 1903)
- Blackburnia bryophila Liebherr, 2000
- Blackburnia calathiformis (Sharp, 1903)
- Blackburnia calathoides (Sharp, 1903)
- Blackburnia caliginosa (Blackburn, 1877)
- Blackburnia cephalotes (Sharp, 1903)
- Blackburnia cheloniceps (Perkins, 1917)
- Blackburnia concolor (Sharp, 1903)
- Blackburnia constricta (Sharp, 1903)
- Blackburnia corrusca (Erichson, 1834)
- Blackburnia costata (Sharp, 1903)
- Blackburnia cuneipennis (Blackburn, 1877)
- Blackburnia curtipes (Sharp, 1903)
- Blackburnia debilis (Perkins, 1917)
- Blackburnia depressa (Sharp, 1903)
- Blackburnia derodera (Sharp, 1903)
- Blackburnia dyscolea (Sharp, 1903)
- Blackburnia elegans (Sharp, 1903)
- Blackburnia epicurus (Blackburn, 1877)
- Blackburnia erro (Blackburn, 1878)
- Blackburnia erythropus (Sharp, 1903)
- Blackburnia ewingi Liebherr, 2000
- Blackburnia filipes (Sharp, 1903)
- Blackburnia fordi Liebherr, 2000
- Blackburnia fossipennis (Blackburn, 1877)
- Blackburnia foveolata Liebherr, 2000
- Blackburnia fracta (Sharp, 1903)
- Blackburnia fractistriata (Perkins, 1917)
- Blackburnia fraterna (Blackburn, 1877)
- Blackburnia fraudator (Sharp, 1903)
- Blackburnia frigida Blackburn, 1878
- Blackburnia fugitiva (Blackburn, 1877)
- Blackburnia fulgida Liebherr, 2000
- Blackburnia gastrellariformis Liebherr, 2001
- Blackburnia gracilis (Sharp, 1903)
- Blackburnia hakeakapa Liebherr, 2000
- Blackburnia haleakala Liebherr, 2000
- Blackburnia hawaiiensis (Sharp, 1903)
- Blackburnia hihia Liebherr, 2000
- Blackburnia hilaris (Perkins, 1917)
- Blackburnia howarthi Liebherr & Samuelson, 1992
- Blackburnia huhula Liebherr, 2000
- Blackburnia incendiaria (Blackburn, 1879)
- Blackburnia insignis Sharp, 1903
- Blackburnia insociabilis (Blackburn, 1878)
- Blackburnia ipu Liebherr, 2000
- Blackburnia kahili Liebherr, 2000
- Blackburnia kamehameha Liebherr, 2000
- Blackburnia kauaiensis (Sharp, 1903)
- Blackburnia kauwa Liebherr, 2000
- Blackburnia kilauea Liebherr, 2000
- Blackburnia kipahulu Liebherr, 2000
- Blackburnia koebelei (Sharp, 1903)
- Blackburnia komohana Liebherr, 2000
- Blackburnia kuiki Liebherr, 2000
- Blackburnia kukui Liebherr, 2000
- Blackburnia lanaiensis (Sharp, 1903)
- Blackburnia lanaihalensis Liebherr, 2000
- Blackburnia lata Liebherr, 2003
- Blackburnia latifrons (Sharp, 1903)
- Blackburnia lenta (Sharp, 1903)
- Blackburnia lihau Liebherr, 2000
- Blackburnia limbata (Sharp, 1903)
- Blackburnia longipes (Sharp, 1903)
- Blackburnia longula (Sharp, 1903)
- Blackburnia lucipetens (Blackburn, 1879)
- Blackburnia maculata (Sharp, 1903)
- Blackburnia mandibularis Liebherr, 2000
- Blackburnia medeirosi Liebherr, 2000
- Blackburnia meticulosa (Blackburn, 1877)
- Blackburnia metromenoides (Perkins, 1917)
- Blackburnia micans (Sharp, 1903)
- Blackburnia micantipennis (Sharp, 1903)
- Blackburnia microps (Sharp, 1903)
- Blackburnia moerens (Sharp, 1903)
- Blackburnia molokaiensis (Sharp, 1903)
- Blackburnia munroi (Perkins, 1936)
- Blackburnia muscicola (Blackburn, 1877)
- Blackburnia mutabilis (Blackburn, 1877)
- Blackburnia mystica (Blackburn, 1877)
- Blackburnia oceanica (Blackburn, 1877)
- Blackburnia octoocellata (Karsch, 1881)
- Blackburnia opaca (Sharp, 1903)
- Blackburnia optata (Sharp, 1903)
- Blackburnia optima (Sharp, 1903)
- Blackburnia palmae (Blackburn, 1877)
- Blackburnia paloloensis Liebherr, 2000
- Blackburnia paludicola Liebherr, 2000
- Blackburnia pauma Liebherr, 2000
- Blackburnia pavida (Sharp, 1903)
- Blackburnia perkinsi (Sharp, 1903)
- Blackburnia perpolita (Sharp, 1903)
- Blackburnia pilikua Liebherr, 2000
- Blackburnia platynoides (Sharp, 1903)
- Blackburnia platyophthalmica Liebherr, 2000
- Blackburnia polhemusi Liebherr, 2000
- Blackburnia polipoli Liebherr, 2000
- Blackburnia posticata (Sharp, 1903)
- Blackburnia proterva (Blackburn, 1877)
- Blackburnia pukalaina Liebherr, 2000
- Blackburnia puncticeps (Sharp, 1903)
- Blackburnia putealis (Blackburn, 1881)
- Blackburnia rupicola (Blackburn, 1878)
- Blackburnia sharpi (Blackburn, 1878)
- Blackburnia sphodriformis (Sharp, 1903)
- Blackburnia sulcipennis (Sharp, 1903)
- Blackburnia tantalus (Blackburn, 1877)
- Blackburnia terebrata (Blackburn, 1881)
- Blackburnia tibialis (Sharp, 1903)
- Blackburnia transiens (Sharp, 1903)
- Blackburnia tricolor (Sharp, 1903)
- Blackburnia ulaula Liebherr, 2000
- Blackburnia vagans (Sharp, 1903)
- Blackburnia viridis Liebherr, 2000
- Blackburnia waialeale Liebherr, 2000